# Gwardia Warszawa (boks)

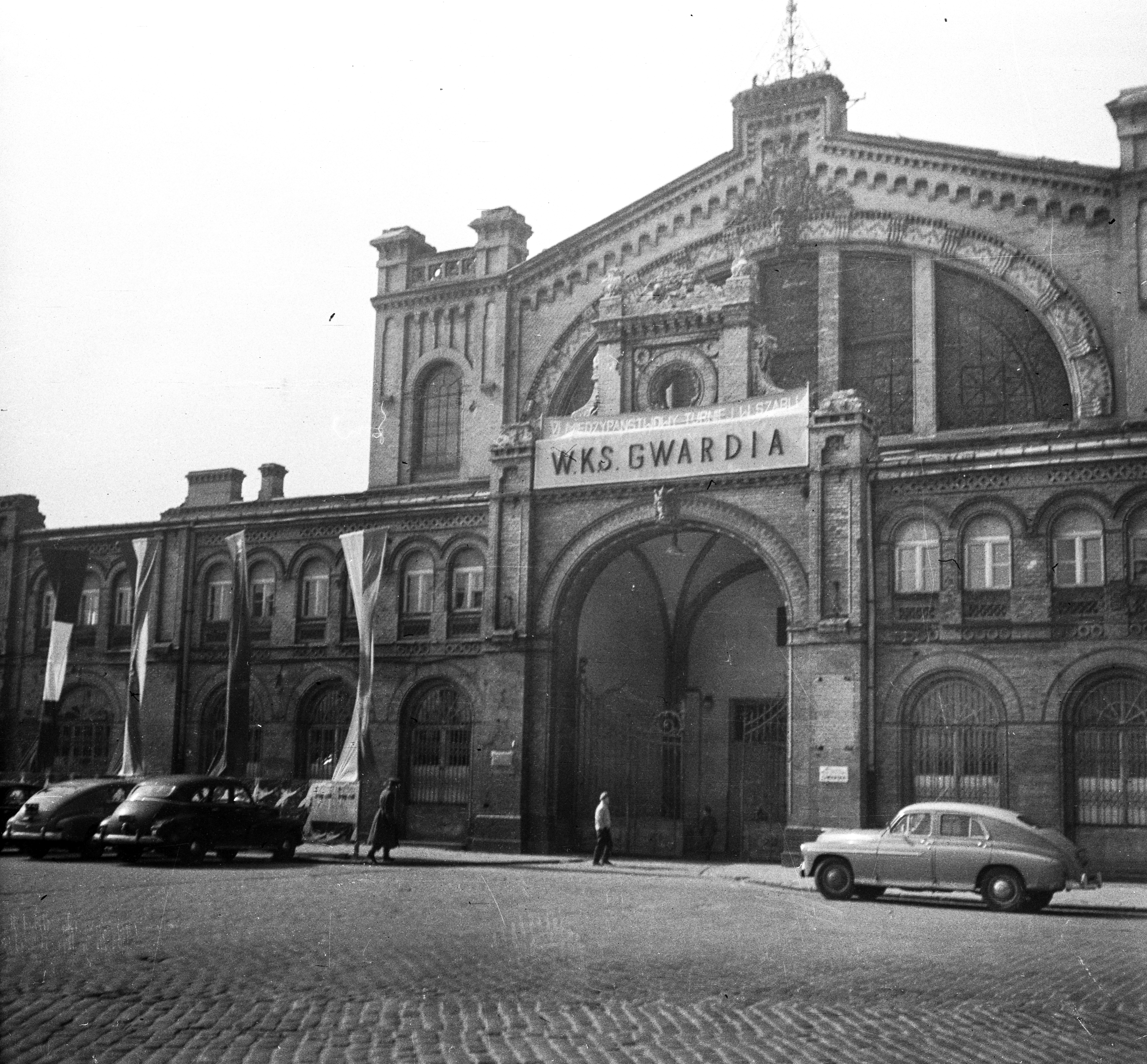
Hala Gwardii, siedziba klubu

WKS Gwardia Warszawa – polski klub bokserski z siedzibą w Warszawie, sekcja klubu Gwardia Warszawa.
Drużyna Gwardii zdobyła złoty medal drużynowych mistrzostw Polski w 1950 i 1976 roku.

## Zawodnicy
W latach 1995–1996 w sekcji bokserskiej Gwardii Warszawa trenowali Wołodymyr Kłyczko i Witalij Kłyczko